# Rectoria d'Obiols
La rectoria de Sant Vicenç d'Obiols és un edifici catalogat com a patrimoni cultural situat al nucli de Sant Vicenç d'Obiols, al costat de la parròquia homònima, al municipi d'Avià, al Baix Berguedà. El 1983 es va catalogar amb el número IPAC 2951 al mapa de patrimoni de la Generalitat de Catalunya. En el mapa de patrimoni cultural de la Diputació de Barcelona està catalogat amb el número d'element 08011/77. La rectoria de Sant Vicenç d'Obiols està protegit en el POUM d'Avià i en el DOGC 12/07/2011.

## Situació
La rectoria de Sant Vicenç d'Obiols està situada en el nucli d'Obiols, juntament amb l'església de Sant Vicenç d'Obiols i el mas d'Obiols, a prop de la Colònia industrial de La Plana, entre aquesta última i Graugés.

## Descripció i característiques
La rectoria de Sant Vicenç d'Obiols fou construïda el 1843 i està en bon estat de conservació. Està composta de tres crugies i està estructurada en planta baixa i dos pisos. El seu parament murari està compost de carreus de pedre irregulars no treballades i de diferents mides. El més destacat de l'edifici és la barana de ferro del balcó del primer pis que està situat al damunt de la porta d'entrada. Té la teulada a dues vessants i el carener perpendicular a la façana que està situada a llevant, a la plaça de l'església de Sant Vicenç d'Obiols. La rectoria de Sant Vicenç d'Obiols està adossada al Mas d'Obiols, del qual ocupa un terç de l'ample del seu mur. A la llinda de la porta hi ha la data de 1843.

## Història
La primera referència escrita de la rectoria és una nota que apareix en l'Amillarament de 1862 en la que s'india que aquesta no pagava contribucions, com les esglésies, rectories i capelles del terme.
En el llibre de baptismes de la Parròquia hi ha una nota que indica que aquesta va quedar sense capellà entre el 3 de maig de 1873 i el 4 de juny de 1874 perquè aquest va fugir durant la Tercera guerra carlina. Fins al 1874. moment en què la parròquia va passar al Bisbat de Solsona, havia format part del Monestir de Santa Maria de Ripoll.

## Documents
- Amillarament d'Avià de 1862: Arxiu Municipal d'Avià.
- Llibre de baptismes de la parròquia d'Obiols (1852-1906): Arxiu Parroquial de Gironella.